# Gunnar Weman
Nils Gunnar Ludvig Weman (25. února 1932 Uppsala – 24. února 2024 Sigtuna) byl švédským luterským teologem a duchovním Švédské církve.
V letech 1986–1993 byl biskupem diecéze se sídlem ve městě Luleå, v letech 1993–1997 byl švédským arcibiskupem se sídlem v Uppsale.
Roku 2009 protestoval proti vysvěcení otevřené lesby do úřadu biskupa ve Švédské církvi a proti rozhodnutí této církve oddávat homosexuály.
Zemřel v roce 2024 jeden den před svými 92. narozeninami.